# Disco de Merkel
Os discos de Merkel são terminações nervosas constituídas por ramificações axonais que terminam em expansões achatadas, estando implicadas na sensação de tacto e pressão.
Cada uma das terminações nervosas está associada a células epiteliais especializadas. Podem ser encontradas na camadas basais da epiderme logo à superfície da membrana basal e associam-se a elevações com forma arredondada de epiderme espessa na pele pilosa.